# Szák nemzetség
A Szák nemzetség (Zaak, Zak, Saak) ősi fészke Tolna vármegye volt, ahol még a tatárjárás előtt telepedett le. A nemzetség nevét a Kisbértől keletre eső Szák falu őrizte meg Komárom-Esztergom vármegyében.

## Története
A nemzetség első ismert őse a Nagylábúnak hívott Pál volt, aki még II. Géza királytól kapta a somogy vármegyei Mosgótól északra eső Töttös (Tyteus) földet, de mivel gyermeke nem született, e földet később a szenttrinitási és okormindszenti monostorokra hagyta.
A nemzetség a Gyaláni, Sédtövy, Komárom-Veszprém vármegyei és Zopa ágak szerint különböztethetők meg:

### Gyaláni ág
Az ág első ismert ősei Barcz és testvére Botos volt.
Barc fia I. Miklós (1213-1233), aki a nemzetség tagjai közül egészen a nádorságig vitte:
- I. Miklós - 1217-ben a Szentföldön harcolt, 1219-1222 között nádor és soproni ispán volt, 1224-ben királynéi udvarbíró és pozsonyi ispán, 1226-ban újra nádor és soproni ispán volt. A fennmaradt okiratok szerint 1221-1226 körül a nemzetség többi tagjával együtt eladta a Veszprém vármegyei Berét (ma már nem létező település, a mai Márkó területén volt található) I. Pósának, Botos nevű testvére fiának.
I. Miklós nak egy Herrand nevű fia volt, aki azonban 1250-ben meghalt. E Szák nemzetségbeli Barcz (Barc) fia Miklós birtokolta Lánzsér várát 1250-ig, mikor a vár tulajdonjoga visszaszállt IV. Béla királyra, aki azt 1263-ban a locsmándi ispánsággal együtt Aba nemzetségbeli Lőrincnek, az Atyinai család ősének adományozta.
- Botos (Botus) fia I. Pósa 1218-ban a Szentföldről visszatérő II. András király elé ment egészen Görögországig, ahol egy ideig kezesként királyáért letartóztatták. Kiszabadulása után jutalmul a király neki adta a Sopron vármegyei Veperd és Alsó-Lók falvakat. Ekkortájt vette meg a nemzetség többi tagjától a Bakonyban, Veszprémtől északnyugatra eső Bere falut is.
I. Pósa később IV. Béla király (kiskirály) mellé szegődött, aki 1229-ben a Kacsics nemzetségtől elvett szécsényi uradalmat adta neki jutalmul. Két fia volt: II. Pósa (1264-1274) és Albey.
- II. Pósa (I. Pósa fia) 1267-ben Veperd és Lók szomszédságába eső Nagy-Barom nevű faluban élt, melyet ekkor róla Pósa-Baromának is hívtak. Ekkor már ispánként nevezték, és fogott bírának kérték fel a szomszédos Vas vármegye északi részén lakó nemesek.
- Albey (I. Pósa fia), kinek fia I. Konrád volt.
I. Konrád 1240-ben a királyné pohárnokmestere volt. Ő vitte hírül IV. Béla királynak V. István születését. A Jó hírnek örvendő apa I. Konrádot Podár Veszprém vármegyében levő faluval jutalmazta meg, majd 1250-ben megvette rokonának, az utód nélkül elhalt Herrandnak a birtokai közül a Komárom vármegyei Terjént, a Somogy vármegyei Gyalánt és Várong felét. 1268 körül a győri ispánságot is viselte. majd 1269-ben II. Pósa nevű rokonától Berét is megvásárolta.
I. Konrádnak két fia volt: I. János (1274-1307) és II. Konrád (1281).
I. János, (I. Konrád fia), aki valószínűleg ekkor Szákon, vagy Terjénben lakott, 1273 tavaszán az akkor ellenséges kézben lévő Győrből Hánta elpusztítására induló német csapatot megverte, és tőlük 14 magyar rabot kiszabadított. Jutalomképpen a közeli Vasdinnye (ma Vasdinnyepuszta) egy részét nyerte. 1292-ben az alországbíró ítélőtársa volt egy esztergom vármegyei birtokperben. 1307-ben pedig Nak-i (Tolna vármegye) birtokát ajándékozta vejének Kapolyi Istvánnak. I. János fiai: Domokos és II. János voltak, akik Terjén és Gyaláng nevű falvakra, valamint Várang felére megerősítést kértek, ezenkívül Domokos 1333-ban Sédtövi birtokát, majd 1346-ban a sopron vármegyei Veperdet adta el. 1346-ban Gyalánban, vagy Várongon lakott és tolna vármegyei nemesként említették.
II. Konrád (I. János testvére) 1281-ben a Podár melletti; Salamon és Ötvös közé eső Csatár falut adta el. A család tagjait ekkortájt Gyalányiaknak írták.

### Sédtövy ág
Ez az ág az egykor Esztergom vármegyei (ma Komárom-Esztergom vármegye) Süttőn (régies nevén Sédtő) lakott.
1295-ben a Sédtövy ágból való András összetűzésbe került az ország akkor legerőszakosabbnak számító urával, a Trencsényi ágból származó Csák nemzetségbeli III. Istvánnal, aki őt fogságba vettette, ahonnan csak 400 márka váltságdíjért szabadulhatott ki. A szabadulás váltságdíját rokonától; Egyed fia Sándor Diósjenői várnagytól szerezte meg 1295-ben a Békés vármegyei Murony, vagy Muroly nevű birtokáért cserébe.

### Komárom-Veszprém vármegyei ágak
A Komáromi ág első ismert ősi János és Petus (Pető) voltak, akik 1221 körül eladták berei részüket.
1232 körül Lesták fia, Péter, mint választott biró, a mai kisbéri határhoz tartozó Esztár helységben 16 hold szőlőt adott a hántai egyháznak.
A nemzetség gyaláni ágából Konrád (1240-1269.) főpohárnok és győri főispán volt, 1250-ben Terjént ( ma Vérteskethely) nyerte adományul.
Fia, I. János, 1273-ban hadi érdemei jutalmául Vasdinnye (ma Vasdinnyepuszta Tárkány és Ászár között) egy részét szerezte meg. 1292-ben az alországbíró ítélőtársa. János fiai, Domonkos és II. János, 1329-ben megerősítő levelet kértek Terjénre (Vértesketthely) és más vármegyékben fekvő birtokukra. (Karácsonyi III. 38-43)
Veszprémi ág a Veszprém melletti Csatár puszta és Jutas közt állt egykor Kemecse nevű falu, ahol Mihály ispán és két nemzedéke lakott, és e faluról magukat Kemecseinek nevezték.

### Zopa ág
A zselicségi, vagy Zopa ág Somogy vármegye délkeleti, zselicségi részére származott el, tőlük kapta nevét a Szentgyörgyi Zopa család, melynek névadó őse Zopa I. Pál volt, aki 1310-ben a Boldogasszonyfa mellé eső Nyírakol szomszédosaként volt említve.
I. Pál fiai: János (1341) és I. Miklós (1341-46) 1341-ben egy hamis oklevél kapcsán nagy bajba kerültek, és rájuk fogták, hogy nem is a Szák, hanem a Zách nemzetségből származnak, és mint ilyeneket kiirtandók. Azonban később sikerült kimutatniuk a névhasonlóságból származó tévedést és így végül nem vesztették el birtokaikat.